# Marcomagus

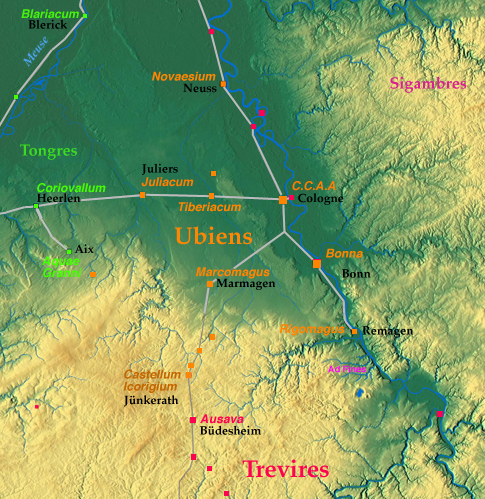
Topographie autour de Marcomagus, situation des chaussées romaines, des Limes et des Ubiens - proximité des Tongres et des Trévires

Marcomagus - l'actuelle ville de Marmagen - est un vicus, puis un castellum romain sur la Chaussée romaine de Trèves à Cologne en Germanie inférieure dans le pays du peuple des Ubiens.

## Topographie
Marcomagus est situé entre le vicus Icorigium et la colonia Colonia Claudia Ara Agrippinensium, (Cologne).

## Toponymie
- Le toponyme Marcomagus est issu du gaulois *marco- "cheval", associé au terme *-magus "plaine / champ / marché". (ref ?))
- mentionné sur la Table de Peutinger
  - Vicus est indiquée sur la voie reliant Augusta Treverorum, (Trèves) à Colonia Claudia Ara Agrippinensium, (Cologne).